# Euonymus myrianthus
Euonymus myrianthus är en benvedsväxtart som beskrevs av William Botting Hemsley. Euonymus myrianthus ingår i släktet Euonymus och familjen Celastraceae. Inga underarter finns listade.